# 송세라
송세라(宋세라, 1993년 9월 6일~)는 대한민국의 펜싱 선수로 주 종목은 에페이다. 2020년 하계 올림픽에서 단체전 은메달을 획득하였으며, 2022년 세계 선수권 대회에서 개인전과 단체전 금메달을 획득했다.